# Hainshallig
Hainshallig (også Jens-Hayens-Hallig) var en hallig øst for hallig Hoge i det nordfrisiske vadehav, som blev overskyllet af havet omkring 1860. Halligen hørte til det danske hertugdømme Slesvig.
Halligen ejedes af Hoge-boerne og blev især brugt til produktion af hø. Formodentlig var der et dige mellem Hoge og Hainshallig.
54°34′24.08″N 8°36′30.51″Ø / 54.5733556°N 8.6084750°Ø